# Gineceo (Antigua Grecia)

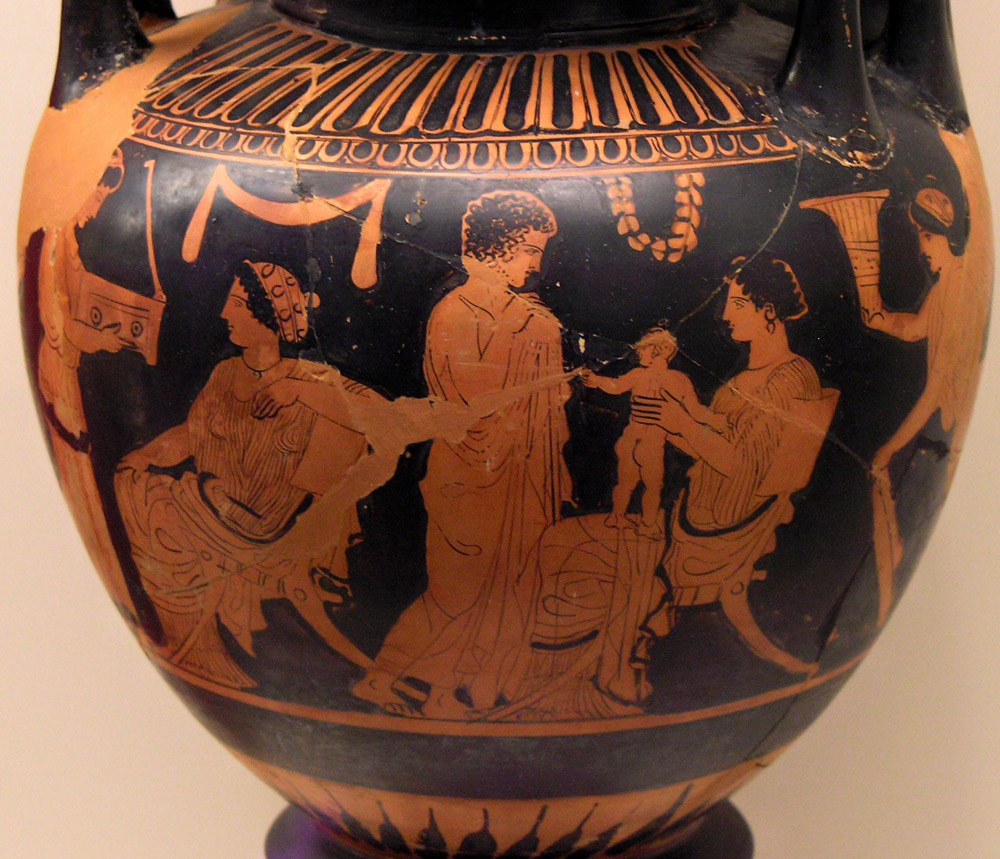
Escena familiar en el gineceo. 430 a. C. d.c

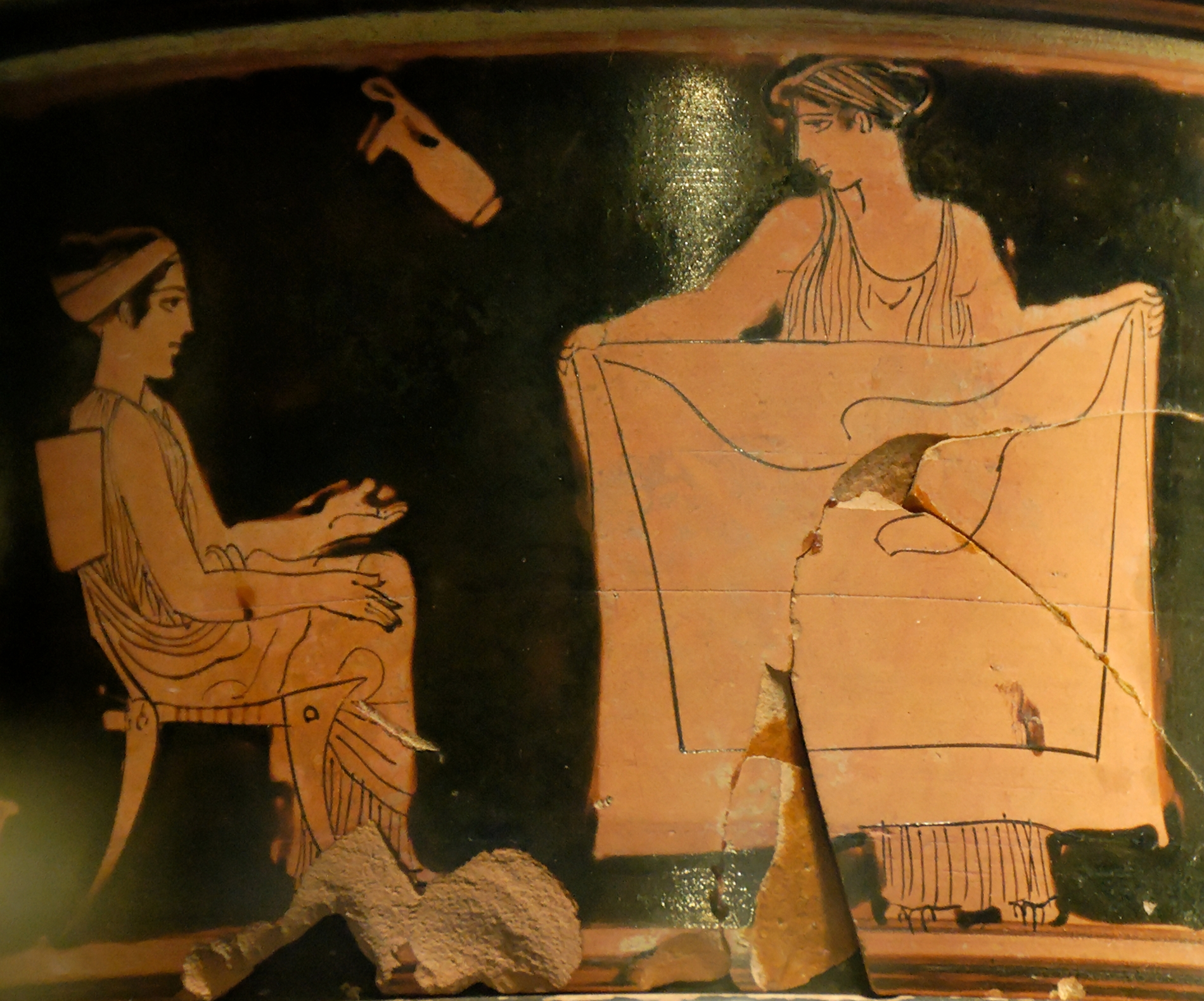

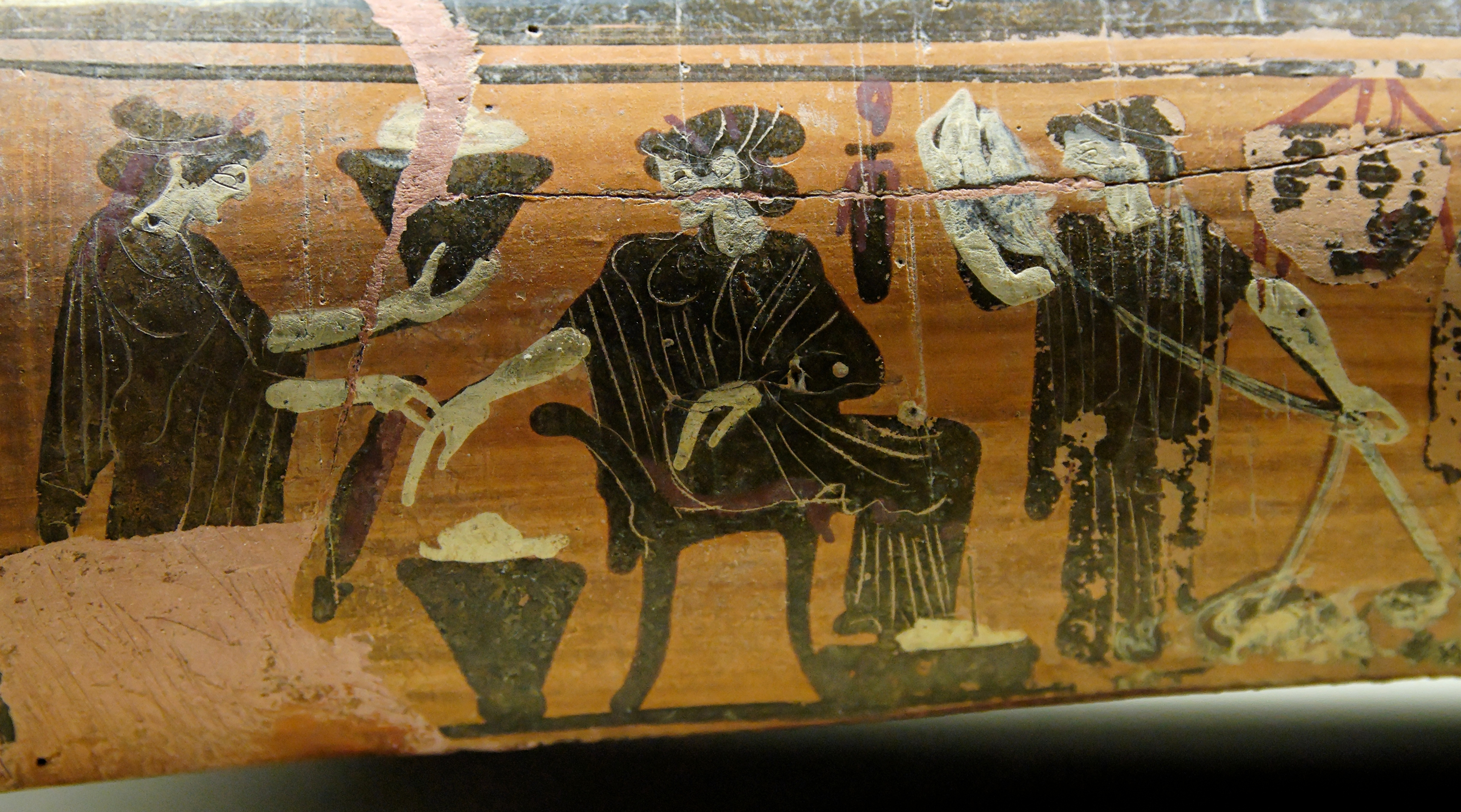

Se denomina gineceo (en griego: gynaikonitis/γυναικωνῖτις), o gynaikon (griego politónico: γυναικῶν o γυναικών) a la sala, habitación o estancia que poseían las grandes casas de la antigua Grecia, para uso exclusivo de las mujeres de la casa: esposa, hijas, sirvientas. Estas estancias estaban habitualmente en la segunda planta. Esta sala era la contraposición al Andrón.
Las casas lujosas eran muy espaciosas, especialmente en las ciudades grandes y se dividían en dos partes. La ocupada por los hombres se hallaba delante y era denominada andronitis; la de las mujeres estaba atrás y era el gineceo o gineconitis. 
El gineceo eran espacios exclusivos destinados a la actividad de las mujeres: esposa, hijas y sirvientas, generalmente ocupaban la parte alta, quedando los pisos bajos para los hombres. Cuando las casas eran construidas con más esplendidez, se reservaba a las mujeres una habitación retirada en el mismo piso que los hombres.
El gineceo estaba precedido de un zaguán o peristilo, es decir, un patio de columnas y pórticos, menos en el lado del Mediodía cuya puerta central, adornada con anta, especie de pilastras, daba entrada al pastas, que era un vestíbulo pequeño muy adornado. Del vestíbulo se pasaba por la puerta de enfrente a la entrada al acus, sala donde la señora se ocupaba en sus labores. Las puertas laterales del vestíbulo conducían al thalamus o dormitorio y al amphi-thalamus o antecámara donde estaban las esclavas. Alrededor del peristilo había otros aposentos para comer, dormitorios de fámulas, etc.